# Mythes pour violon et piano

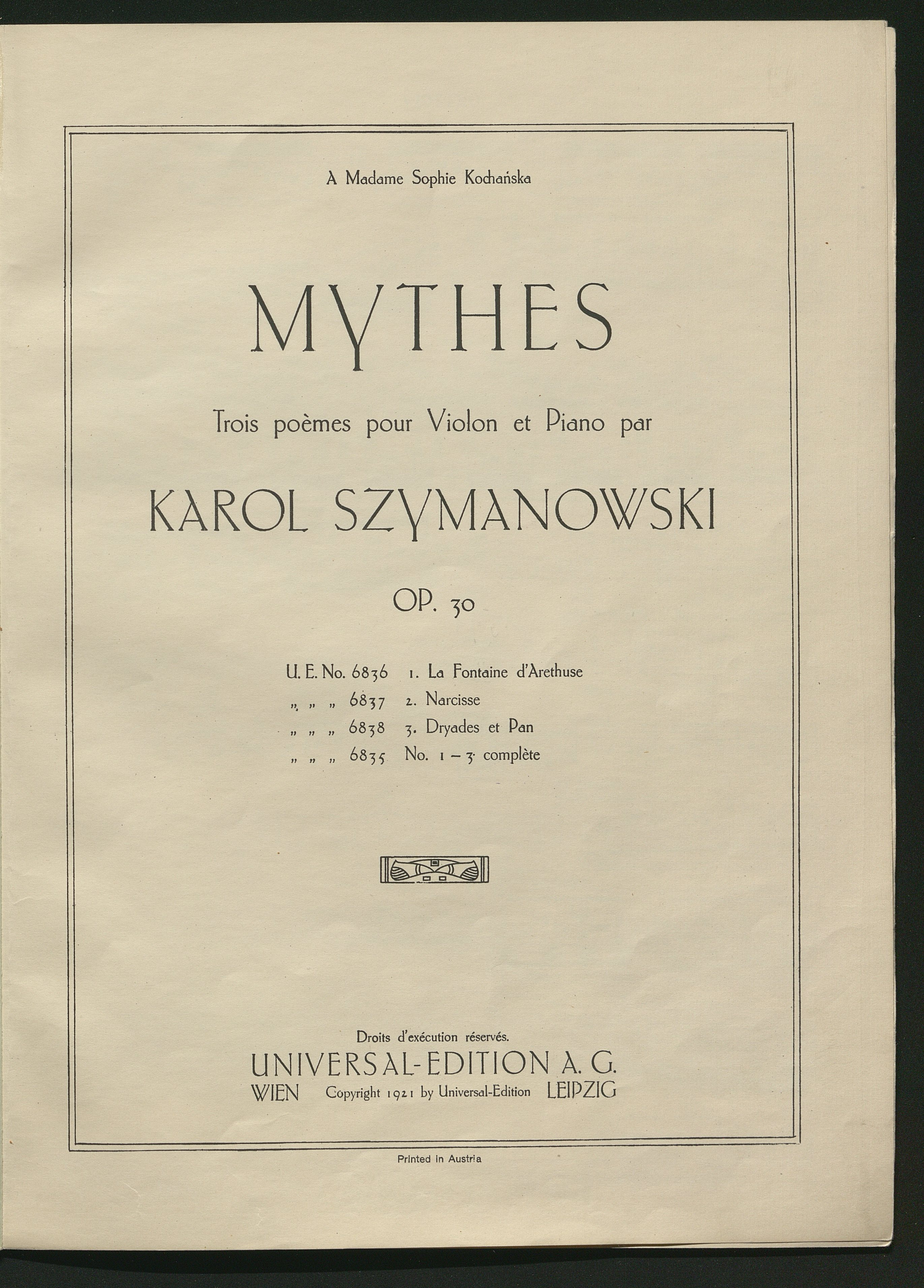
Page de couverture des Mythes, op. 30 de Szymanowski, publié par Universal Edition.

Mythes, opus 30 est une œuvre de musique de chambre pour violon et piano de Karol Szymanowski. Composée en 1915 à Zarudzie (Ukraine) et dédiée à son épouse Sophie, elle est jouée le 21 novembre 1921 à Budapest avec Joseph Szigeti au violon et Béla Bartók au piano. Œuvre de la maturité, elle est représentative de la deuxième manière de Szymanowski.
Les trois titres s'inspirent de légendes de la Grèce antique, reflétant la culture cosmopolite et l'attrait du compositeur pour la culture méditerranéenne. D'ailleurs, cet ensemble est écrit à la même époque que Métopes op. 29 (1915) et Masques op. 34 (1915-1916), œuvres pour piano avec lesquelles il forme une sorte de trilogie méditerranéenne, représentative de cette période des années 1910 où le compositeur, affranchi des modèles allemands, trouve son style personnel. En même temps, le caractère de cette musique est nettement slave, notamment dans le premier morceau, « La Fontaine d'Aréthuse », morceau plein de mélancolie où se lit aussi l'influence de Chopin, Scriabine et Ravel. Cependant, la réalisation instrumentale des trois pièces est assez originale, de par ses sonorités hardies, inédites dans de telles sonates pour piano et violon, notamment l'emploi des harmoniques en doubles cordes, qui représente une véritable innovation technique. Les trois pièces suivent une certaine dynamique narrative, suggérée par les titres. Le mouvement central, Narcisse, est marqué par un bithématisme et un lyrisme plus net, tandis que le finale oppose la danse des Dryades et le personnage de Pan, satyre perturbateur dont la flûte affole et disperse ces dernières.

## Structure
L'œuvre comprend trois mouvements :
1. La Fontaine d'Aréthuse
2. Narcisse
3. Dryades et Pan

Sa durée d'exécution est d'environ vingt minutes.